# Idaea costipunctata
Idaea costipunctata là một loài bướm đêm trong họ Geometridae.